# Phorinia sadista
Phorinia sadista là một loài ruồi trong họ Tachinidae.